# Rike Kumler Co.
The Rike-Kumler Company (beter bekend als Rike's) was een Amerikaans warenhuis in Dayton, Ohio. In 1959 werd Rike's onderdeel van Federated Department Stores. In 1982 werden Rike's en warenhuis Shillito's samengevoegd om samen Shillito–Rike's te vormen. In 1986 fuseerde Shillito–Rike's met de in Columbus gevestigde warenhuisketen Lazarus. In 2005 werd deze samen met de meeste andere Federated Department Store-ketens samengevoegd onder het merk Macy's.
De voormalige hoofdvestiging van Rike's in het centrum van Dayton werd in 1999 verwoest en is nu de locatie van het Benjamin and Marian Schuster Performing Arts Center.
Rike's stond bekend om zijn jaarlijkse traditie van geanimeerde kerstetalages. De bewegende figuren zijn bewaard gebleven en worden sinds de oprichting jaarlijks tijdens de kerstperiode tentoongesteld in het Benjamin and Marian Schuster Performing Arts Center.

## Geschiedenis

### Rike-Kumler Co

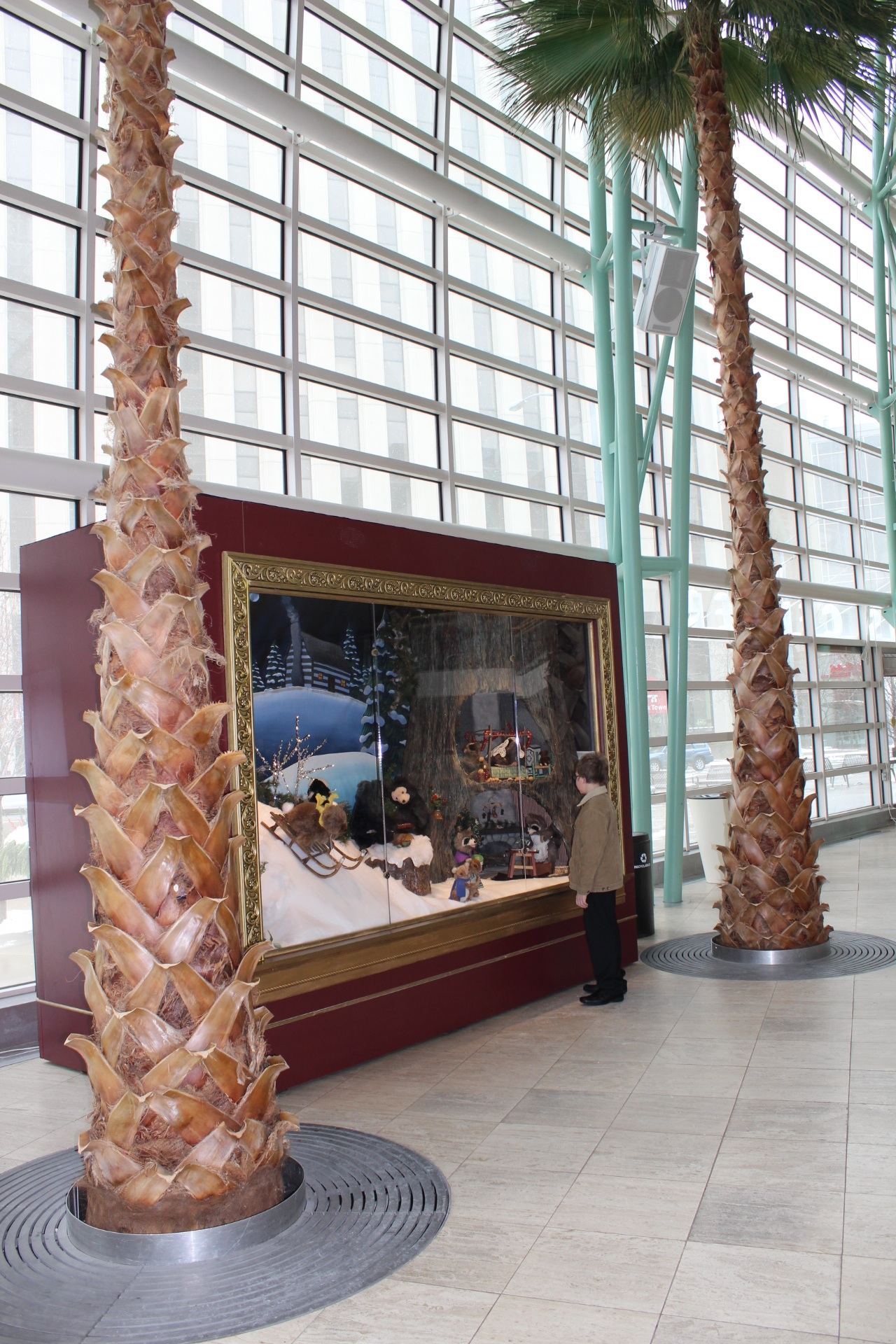
Een van de verschillende gerestaureerde geanimeerde kerstetalages van Rike's

Het bedrijf werd in 1853 in het centrum van Dayton, Ohio, opgericht als Rike-Kumler company. Het bleef onafhankelijk tot 1959, toen het zich aansloot bij Federated Department Stores. Op dat moment had het bedrijf een winkel van ruim 60.000 m² in het stadscentrum, een servicegebouw van 26.000 m², twee magazijnen en het Miami Hotel. Datzelfde jaar zou Arthur Beerman hebben aangeboden om zijn keten van Beerman-winkels aan het bedrijf te verkopen, maar het aanbod werd afgewezen door zowel Rike-Kumler Co als het nieuwe moederbedrijf, Federated. In december 1960 werd aangekondigd dat er een filiaal zou worden geopend, het eerste filiaal van het bedrijf. In september 1961 was de bouw van de nieuwe zelfbedieningswinkel in een nieuw gebouwd winkelcentrum in Kettering, Ohio, al begonnen. De winkel zou op 30 oktober 1961 een zachte opening hebben, gevolgd door een feestelijke opening op 2 november 1961, waarbij een aantal plaatselijke burgemeesters en provinciefunctionarissen aanwezig waren. Het bedrijf zou zijn eerste winkel in een winkelcentrum openen op 22 augustus 1963, in de Salem Mall in Trotwood, Ohio. Vanaf de zomer van 1963 werd de winkel in het stadscentrum van het bedrijf het mikpunt van protesten en sit-ins door het Congress of Racial Equality, vanwege vermeende discriminatie bij het aannemen van personeel in de winkel. Het protest eindigde in oktober 1963, toen CORE en het bedrijf Rike-Kumler een overeenkomst sloten waarin ze beloofden meer zwarte werknemers aan te nemen, hen bij het aannemen van personeel gelijke behandeling te geven en een aantal zwarte werknemers die voor de feestdagen waren aangenomen, als vaste werknemers aan te nemen.

#### Antitrust-rechtszaak Elder-Beerman
Vanaf 1961 waren Rike-Kumler Co en het moederbedrijf Federated Department Stores Inc. het onderwerp van een antitrustzaak van concurrent Beerman Stores, later Elder-Beerman. De onderneming werd ervan beschuldigd de concurrentie te willen smoren om zo een monopolie in de regio Dayton te creëren. Er werd beweerd dat de Rike-Kumler Co leveranciers zou vertellen niet aan Elder-Beerman te verkopen, anders zouden ze niet langer bij hen kopen, en dat leveranciers vanwege hun grotere koopkracht voor Rike-Kumler zouden kiezen. De tweede rechtszaak, waarin een schadevergoeding van $ 15 miljoen werd ingediend in 1966. Elder-Beerman kreeg een schadevergoeding van $ 1.275.097 toegekend, wat in juli 1969 door de Amerikaanse districtsrechtbank in Dayton werd verdrievoudigd tot $ 3.750.291. In april 1972 draaide een federaal hof van beroep, bestaande uit drie rechters, de beslissing echter terug en stuurde de zaak terug naar de districtsrechtbank in Dayton. Rike zou in november 1972 buiten de rechtbank om, een niet bekendgemaakte schikking hebben getroffen.

#### Uitbreiding en fusie

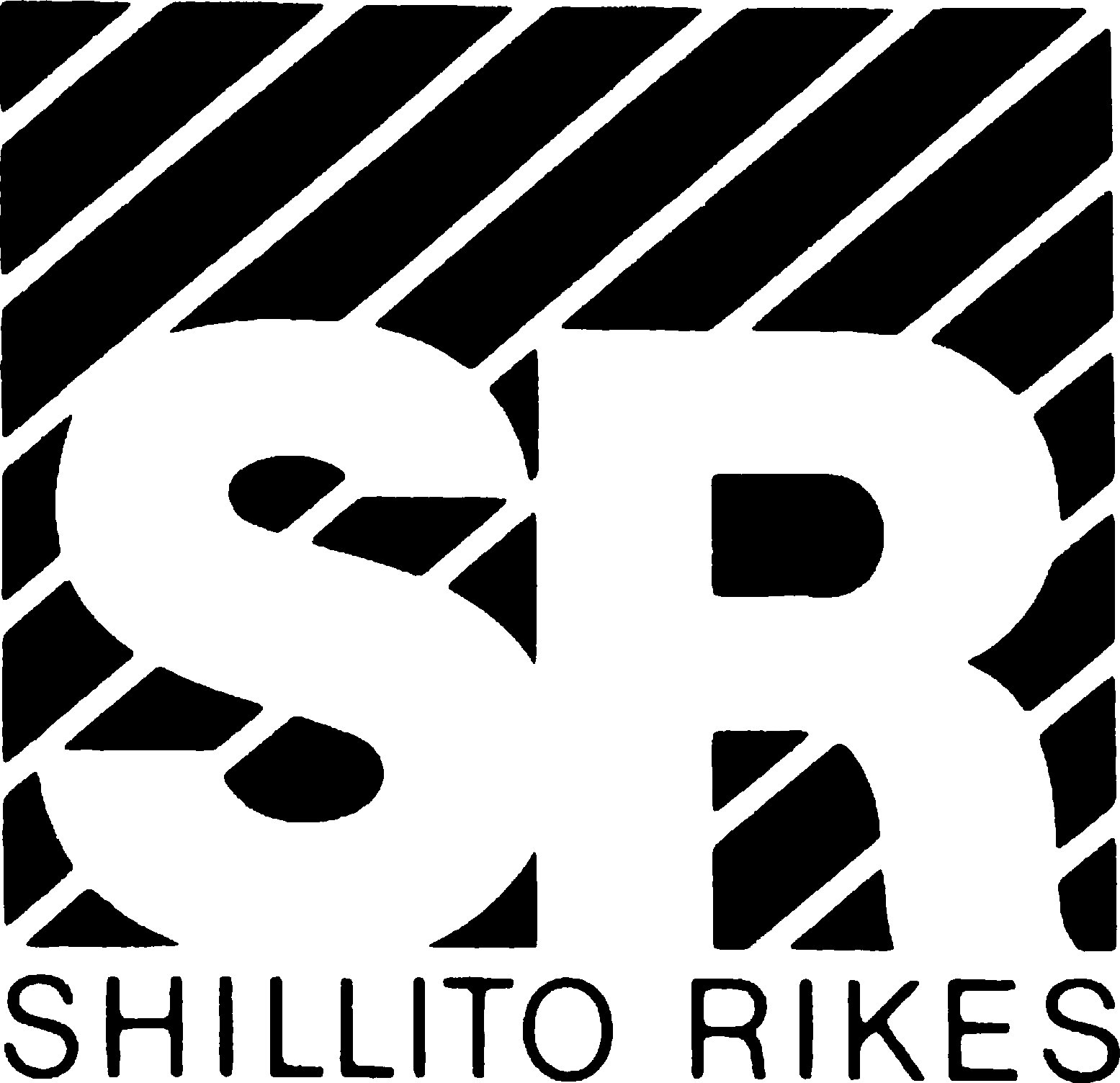
Shillito-Rikes-logo

Het bedrijf zou in het begin van de jaren 1970 nog meer winkels in winkelcentra openen, waaronder in de Upper Valley Mall en in de Dayton Mall. Er waren plannen voor een andere locatie op Castleton Square, maar deze werd later ingenomen door Lazarus, dat ook eigendom was van Federated Department Stores. Het bedrijf fuseerde voor het eerst in 1982 met Shillito's uit Cincinnati, Ohio, tot Shillito-Rike's. De fusie werd aangekondigd tijdens een persconferentie in Middletown, Ohio, naar verluidt omdat de fusie op gelijke afstand van Cincinnati en Dayton lag. Op dat moment zei de vicevoorzitter van Federated, Donald J. Stone, dat het bedrijf niet zou worden samengevoegd met de activiteiten van het warenhuis Lazarus, ondanks geruchten. Ondanks dit zou Shillito-Rike's slechts vier jaar later, begin 1986, fuseren met Lazarus, wat leidde tot het einde van de naam Rike's.